# Dolmen de la Brainée

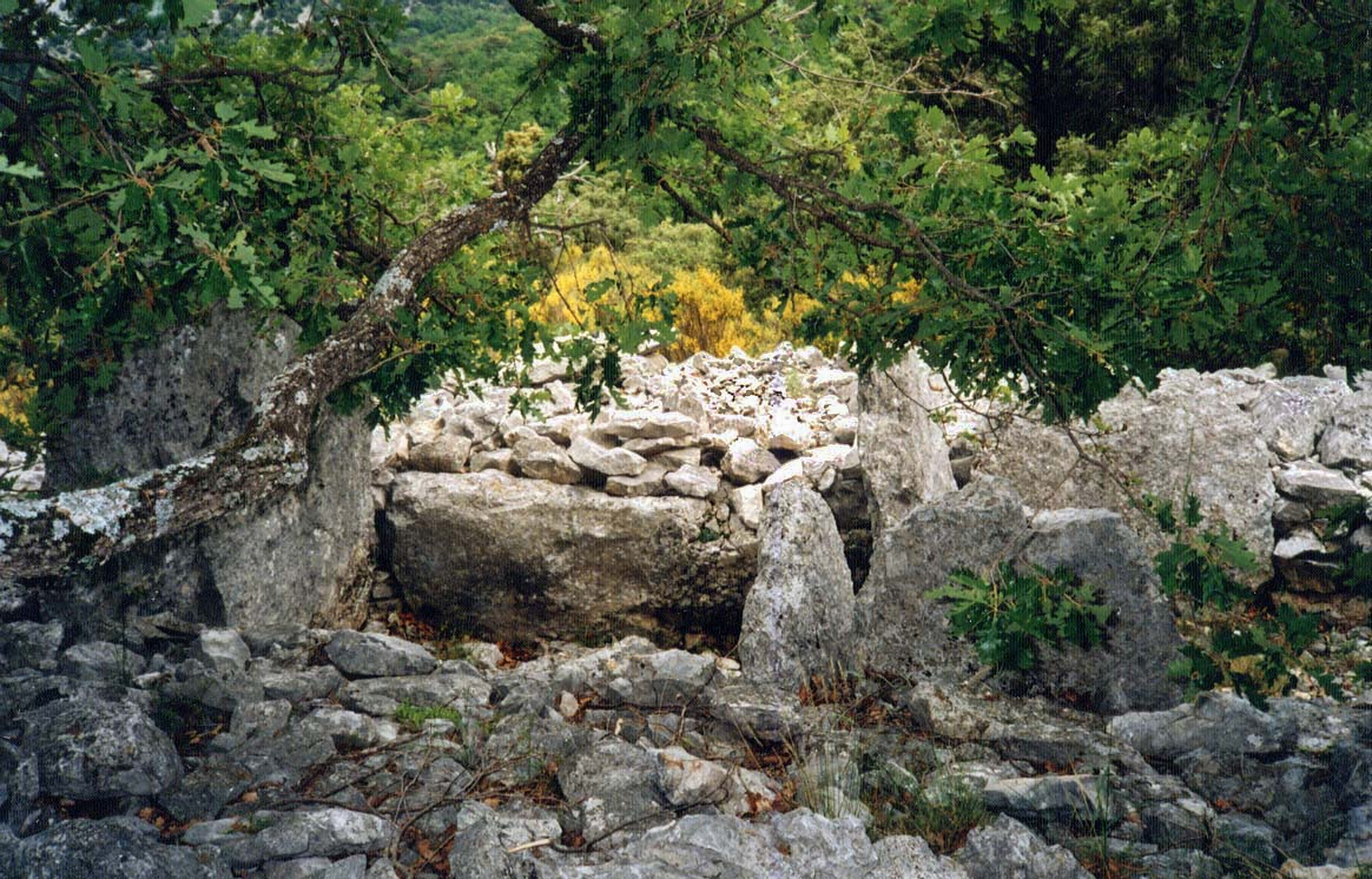
Dolmen de la Brainée

Der Dolmen de la Brainée liegt in Mons im äußersten Osten des Département Var in Frankreich. Dolmen ist in Frankreich der Oberbegriff für neolithische Megalithanlagen aller Art (siehe: Französische Nomenklatur).
Die Kammer ist 2,5 m lang und 1,7 m breit. Sie wird seitlich von zwei abgeschlagenen Orthostaten und hinten von einer großen Kopfplatte (Höhe 2,5 m, Breite 1,8 m) begrenzt. Sie öffnet sich nach Westen auf einen etwa 3,0 m langen Gang. Der Zugang wird von vier rechtwinklig zueinander angeordneten Orthostaten räumlich begrenzt.
Der für die Region große Dolmen aus Kalkstein wurde im Jahre 1888 von Marcellin Chiris (1857–1932), 1910 von Mizaël Edouard Edmond de Pas (1866–1941) und 1972 von Gérard Sauzade untersucht und 1990 von Hélène Barge restauriert.
Die Beigaben und Funde bestehen aus 22 Steatit-Perlen, zwei stempelverzierten Keramikscherben, zwei Pfeilspitzen, einer großen Perle aus Grünstein und einer aus Keramik.
Der Dolmen wird in die Zeit der Glockenbecherkultur datiert.

Dolmen de la Brainée
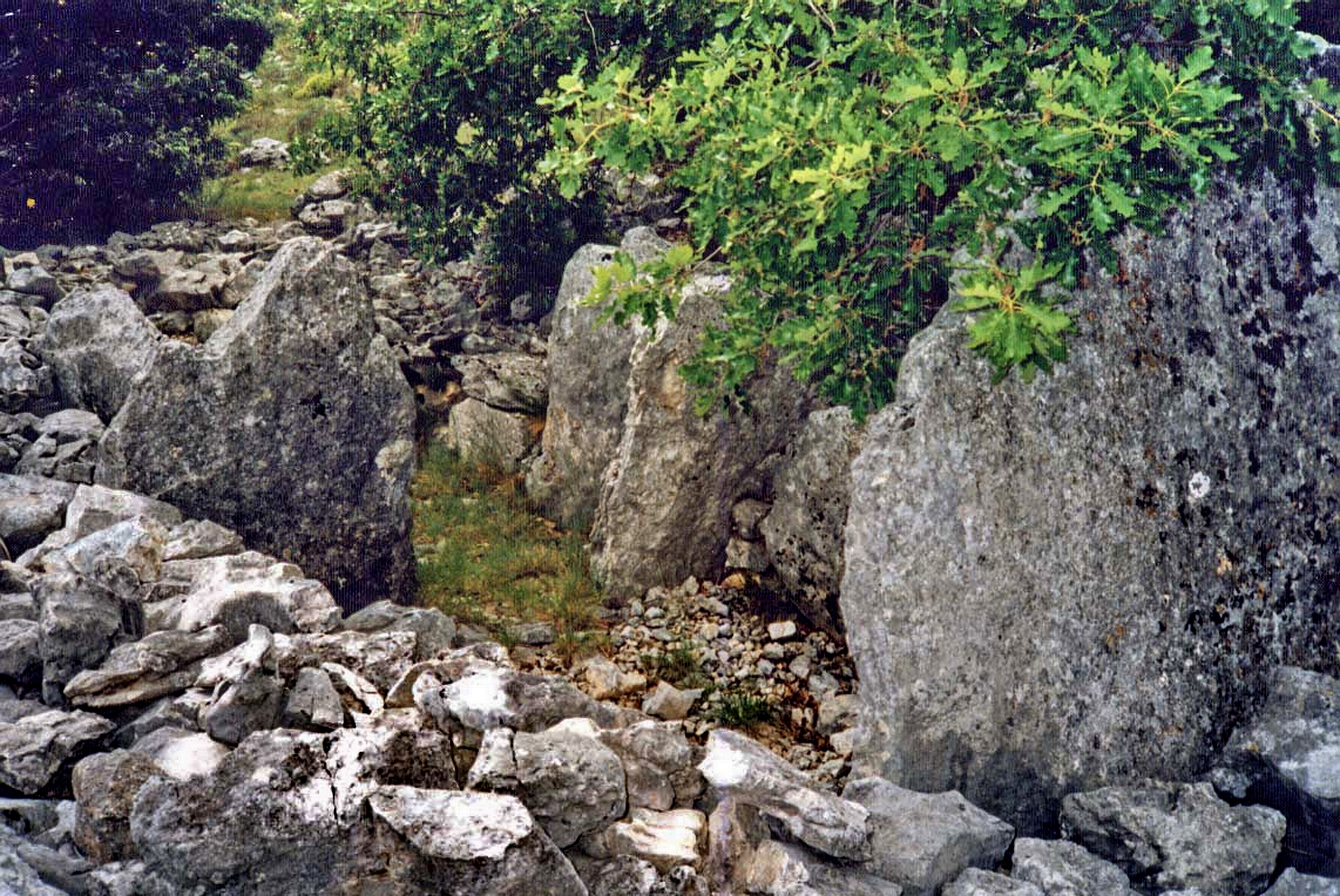
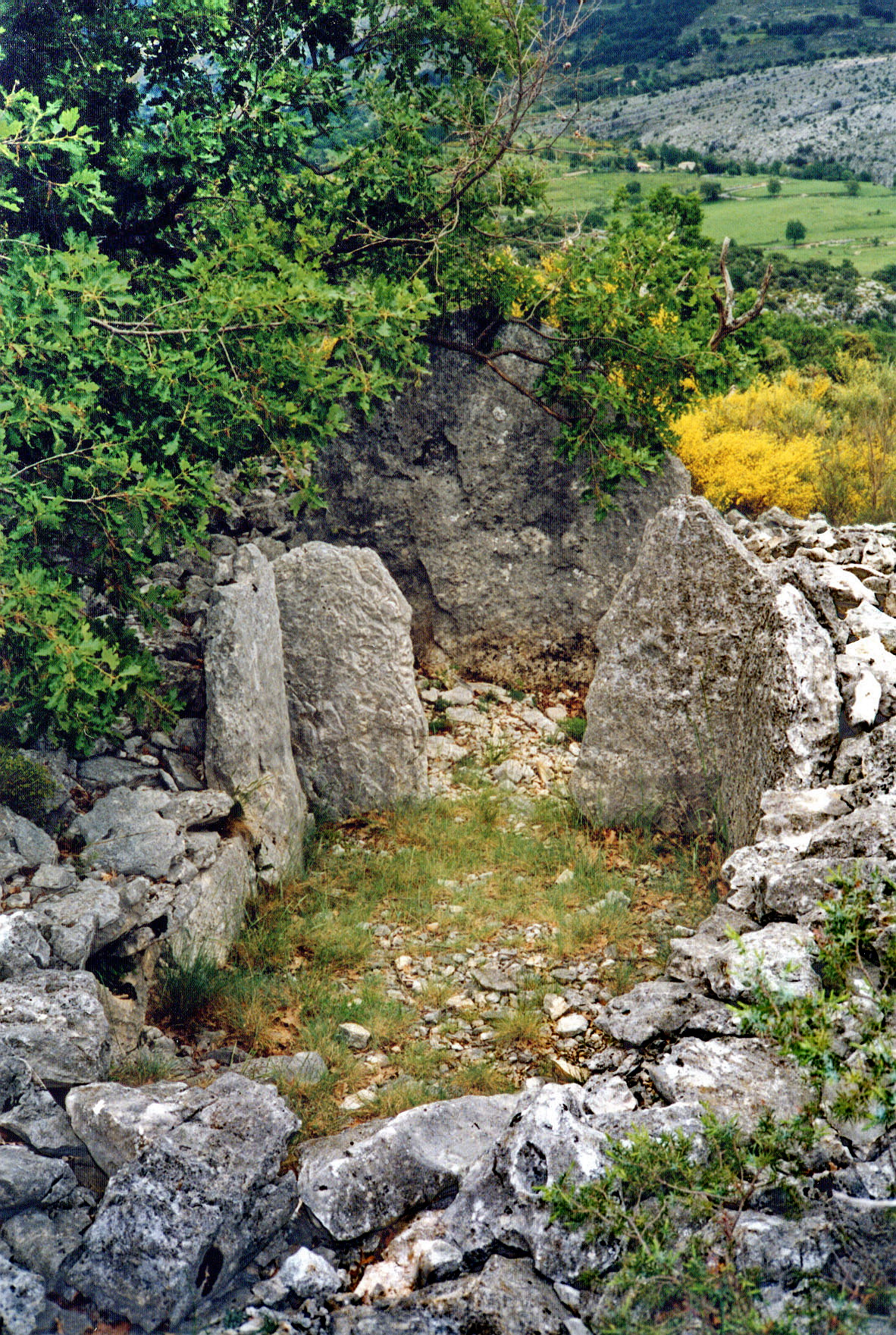

Der Dolmen liegt knapp einen Kilometer nordöstlich des Dolmen de la Colle und in der Nähe die Dolmen von Peygros und Riens.